# Kongres Narodowy (Sudan)
Kongres Narodowy (ar. ‏المؤتمر الوطني‎ trb. Al-Mutmr al-Wtni trl. āl-m’ūtmr āl-ūṭnī; ang. National Congress Party, NCP) – rozwiązana sudańska partia polityczna, istniejąca i sprawująca władzę w latach 1998–2019.

## Historia
Partia Kongresu Narodowego została utworzona w 1998 roku, jako następczyni Islamskiego Frontu Narodowego (NIF). 
Do rozłamu w szeregach NCP doszło w 1999 roku, kiedy wprowadzona przez Hasana at-Turabiego ustawa ograniczająca władzę głowy państwa, skłoniła prezydenta Umara al-Baszira do rozwiązania parlamentu i wprowadzenia stanu wyjątkowego. W 2000 roku at-Turabi został odwołany ze stanowiska przewodniczącego NCP po tym, jak nawoływał do bojkotu reelekcji al-Baszira. Wkrótce później część członków Kongresu Narodowego zawiązało nowe ugrupowanie – Ludowy Kongres Narodowy (PNC), któremu przewodził at-Turabi. Odłam ten następnie podpisał porozumienie z Ludową Armią Wyzwolenia Sudanu (SPLA). Al-Baszir uznał to za posunięcie w celu obalenia jego rządów. W 2000 roku at-Turabi został aresztowany na rozkaz al-Baszira, uwolniono go w październiku 2003 roku.
Od momentu wybuchu konfliktu w Darfurze w 2004 roku, rząd NCP był stale oskarżany o wspieranie na szeroką skalę Dżandżawidów w walce przeciw ludom niearabskim zamieszkującym Darfur. W regionie tym dochodziło masowych mordów, gwałtów i deportacji ludności. Ocenia się, że 200-400 tys. osób zginęło, a 2,5 mln zostało zmuszonych do ucieczki. 14 lipca 2008 został wydany międzynarodowy list gończy wydany przez Międzynarodowy Trybunał Karny w celu aresztowania Umara al-Baszira.
Za zbrodnie dokonane w Darfurze odpowiedzialny jest także minister spraw humanitarnych Ahmad Harun, za którym wydano list gończy 27 kwietnia 2007.
W listopadzie 2019 roku Rada Suwerenna podjęła decyzję o rozwiązaniu partii i konfiskacie jej majątku.